# Театр Тушинского
Театр Тушинского, нидерл. Pathé Tuschinski — кинотеатр в Амстердаме, одна из архитектурных достопримечательностей города. Расположен между башней Мунт и площадью Рембрандта, одним из главных развлекательных районов Амстердама. Стоимость сооружения составила 4 миллиона гульденов. Здание, представлявшее собой эклектическую смесь разных стилей (амстердамская школа, югендстиль, арт-нуво и арт-деко), спроектировал Хейман Луи де Йонг (Hijman Louis de Jong), построено было в 1921 году по заказу Абрахама Ицека Тушинского, голландского бизнесмена еврейско-польского происхождения.
Здание театра было передовым для своего времени не только по своей архитектуре, но и своей системой электроснабжения, отопления и вентиляции, позволявшей равномерно поддерживать температуру по всему зданию. В 1940 году был установлен орган фирмы Вурлицера-Штрунка (нем., модель 160). В годы нацистской оккупации (15.11.1940—1945) театр носил название «Тиволи». 18 июля 1941 года в кинотеатре произошёл пожар, во время которого были уничтожены два зала.
В 1998—2002 годах проведена капитальная реставрация театра с восстановлением его оригинального стиля. При этом он был расширен, к нему было пристроено крыло с 3 новыми залами и более современным фасадом, связанное со старым зданием через коридор.

## Галерея
|  |  |  |